# 古希臘葡萄酒

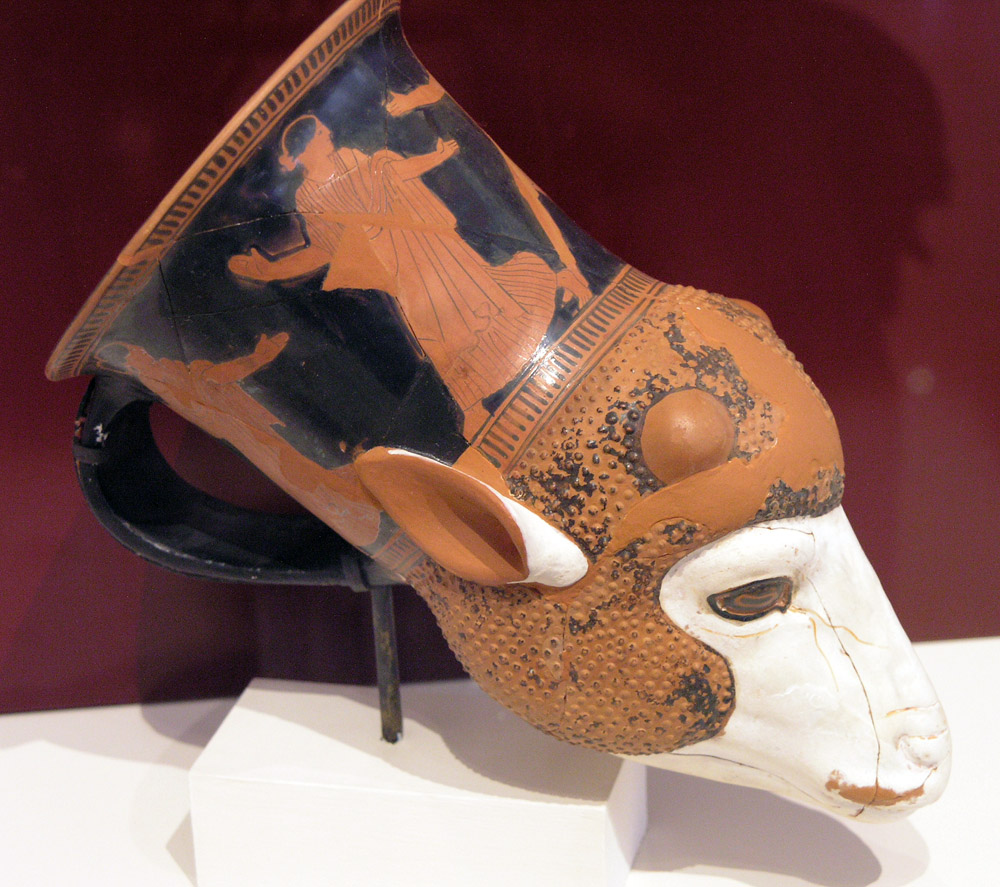
阿提卡的角状杯, 约公元前460~450，雅典国家考古博物馆

葡萄酒是古希腊人日常生活中最常饮用的饮料之一。古希腊时代已经出现了啤酒，但当时人认为这是下等人才喝的。最早关于葡萄酒的记载出现于《荷马史诗》中，当攻陷特洛伊的英雄奥德修斯回国时，一群人误入了巨人的洞内，面临着死亡的威胁。奥德修斯发动手下人采集野葡萄酿成酒，将独眼巨人灌醉，终于得以逃脱。
古希腊人将葡萄酒视为人类智慧的源泉。在有关陶器的绘画上、壁画中随处可见葡萄、葡萄园和盛满葡萄酒的酒具。葡萄酒是如此盛行以至于连古希腊的文化生活也与之相关。传说葡萄酒是酒神俄狄尼索斯最先酿造的，每年为了祈祷和庆祝葡萄的丰收，人们会举行大规模的祭祀活动，悲剧正是在祭祀活动中产生。随着酒进入商业领域，古希腊规范酿酒业，成为世界上第一个将葡萄酒的生产纳入法律条文的国家。

## 引用
1. ↑  《古希腊》 图说天下世界历史系列 p112